# Jone Salinas
Pour les articles homonymes, voir Salinas.
Jone Salinas, née le 8 mars 1918 à Reggio de Calabre dans la région de la Calabre et morte à Rome dans la région du Latium le 27 mai 1992 en Italie, est une actrice italienne.

## Biographie
Jone Salinas naît à Reggio de Calabre en 1918. Attirée par le monde du spectacle et du divertissement, elle s'installe à Rome pour suivre les cours du Centro sperimentale di cinematografia.
Elle débute au cinéma en 1939 avec un rôle secondaire dans le film d'aventure Une aventure de Salvator Rosa (Avventura di Salvator Rosa, Un') d'Alessandro Blasetti. L'année suivante, elle incarne notamment Maria Anna Mozart dans le film biographique Melodie eterne de Carmine Gallone consacré au compositeur autrichien Wolfgang Amadeus Mozart. Entre 1940 et 1943, elle apparaît dans douze films. En 1943, elle épouse le réalisateur et producteur Antonio Musu.
Après la fin de la Seconde Guerre mondiale, elle reprend le chemin des studios. Dans le drame Ruy Blas, une adaptation de la pièce de théâtre Ruy Blas de Victor Hugo par Pierre Billon, elle joue notamment le rôle de la servante Casilda. En 1949, elle se voit confier par Pietro Germi le principal rôle féminin du film noir Au nom de la loi (In nome della legge) avec pour partenaires principaux Massimo Girotti, Camillo Mastrocinque, Charles Vanel et Saro Urzì.
La suite de sa carrière est composée de rôles secondaires et de figuration. Elle tourne notamment pour son mari dans la comédie Mon gosse (Totò e Marcellino). Elle met fin à sa carrière en 1964.
Elle décède à Rome en 1992 à l'âge de 74 ans.

## Filmographie
- 1939 : Une aventure de Salvator Rosa (Avventura di Salvator Rosa, Un') d'Alessandro Blasetti
- 1940 : Fortuna de Max Neufeld
- 1940 : L'arcidiavolo de Toni Frenguelli
- 1940 : Melodie eterne de Carmine Gallone
- 1941 : L'elisir d'amore d'Amleto Palermi
- 1941 : L'amore canta de Ferdinando Maria Poggioli
- 1941 : L'ultimo combattimento de Piero Ballerini
- 1942 : Soltanto un bacio de Giorgio Simonelli
- 1942 : Oui madame (Sissignora) de Ferdinando Maria Poggioli
- 1942 : Inferno giallo de Géza von Radványi
- 1942 : Gioco pericoloso de Nunzio Malasomma
- 1943 : La danza del fuoco de Giorgio Simonelli
- 1943 : Senza una donna d'Alfredo Guarini
- 1947 : Vendetta nel sole de Giuseppe Amato
- 1947 : L'Apocalisse de Giuseppe Maria Scotese
- 1947 : Ruy Blas de Pierre Billon
- 1947 : Un homme dans la maison (A Man About the House) de Leslie Arliss
- 1948 : La Chartreuse de Parme de Christian-Jaque
- 1949 : Au nom de la loi (In nome della legge) de Pietro Germi
- 1949 : Le Pain des pauvres (Vertigine d'amore) de Luigi Capuano
- 1949 : Due sorelle amano de Jacopo Comin
- 1950 : La taverna della libertà de Maurice Cam
- 1951 : Les Volets clos (Persiane chiuse) de Luigi Comencini
- 1953 : Gli uomini, che mascalzoni! de Glauco Pellegrini
- 1955 : Carrousel des variétés (Carosello del varietà) d'Aldo Bonati et Aldo Quinti
- 1956 : Symphonie inachevée (Sinfonia d'amore) de Glauco Pellegrini
- 1958 : Mon gosse (Totò e Marcellino) d'Antonio Musu
- 1964 : La Fugue (La fuga) de Paolo Spinola
- 1964 : Ah ! Les Belles Familles (Le belle famiglie) d'Ugo Gregoretti

## Source
- (it) Roberto Poppi et Enrico Lancia, Le attrici, Rome, Gremesse, 2003 (ISBN 88-8440-214-X).